# Zollamt (Scheidegg)
Zollamt ist ein Gemeindeteil des Markts Scheidegg im bayerisch-schwäbischen Landkreis Lindau (Bodensee).

## Geographie
Die Einöde liegt circa 5,5 Kilometer südlich des Hauptorts Scheidegg im Rothachtal und zählt zur Region Westallgäu. Südlich von Zollamt fließt der Kesselbach in die Rothach. Westlich liegt das Geotop Kesselbachtobel. Südlich, westlich und östlich verläuft die Staatsgrenze zum österreichischen Vorarlberg. Im Norden von Zollhaus liegt der Gemeindeteil Neuhaus.

## Ortsname
Der Ortsname steht für ein Zollhaus am Grenzübergang zu Österreich.

## Geschichte
Zollamt wurde erstmals im Jahr 1950 als Zollhaus im Ortsverzeichnis mit einem Wohngebäude erwähnt. Ab 1960 wird der Name Zollamt genannt.